# Andreas Glyniadakis
Andreas Glyniadakis (Chania, 26 de Agosto de 1981) é um basquetebolista profissional grego, atualmente joga no Olympiakos.

## Carreira
Glynidakis integrou o elenco da Seleção Grega de Basquetebol nas Olimpíadas de 2008.